# Unreal Tournament
Unreal Tournament – gra komputerowa z gatunku first-person shooter wyprodukowana przez Epic Games i Digital Extremes. Została wydana w 1999 przez GT Interactive, a w Polsce przez LEM. Jest to wieloosobowa gra sieciowa. Jej bezpośrednim konkurentem był Quake III: Arena, który został wydany nieco później (7 grudnia). UT zdobył popularność m.in. dzięki dobrze zaprojektowanemu systemowi komputerowych przeciwników (boty) oraz alternatywnemu trybu wszystkich rodzajów broni. Producent umożliwił uruchomienie modów, co pozwalało wprowadzić do gry nowe możliwości.

## Turnieje
Podobnie jak w przypadku Quake'a, organizowane są turnieje zmagań w Unreal Tournament, zarówno na szczeblu amatorskim, jak i bardziej profesjonalnym (patrz: sport elektroniczny).